# Campodorus formosus
Campodorus formosus är en stekelart som först beskrevs av Johann Ludwig Christian Gravenhorst 1829.  Campodorus formosus ingår i släktet Campodorus och familjen brokparasitsteklar. Inga underarter finns listade.